# 佐藤篤二郎
佐藤 篤二郎（さとう とくじろう、1897年3月14日 - 1964年11月21日）は、日本の経営者。

## 来歴・人物
福島県信夫郡飯坂町（現在の福島市）出身。1921年に東京帝国大学工学部電気工学科を卒業。九州電灯鉄道(のちの東邦電力)での勤務を経て、九州配電(のちの九州電力)で、常務、副社長を経て、1951年12月から1960年5月に社長を務めた。福岡商工会議所会頭、RKB毎日放送会長などを歴任。
1956年12月に藍綬褒章を受章。
1964年11月21日に心筋梗塞のために死去。67歳没。